# Aplonis panayensis
Aplonis panayensis е вид птица от семейство Скорецови (Sturnidae).

## Разпространение
Видът е разпространен в Бангладеш, Бруней, Индия, Индонезия, Малайзия, Мианмар, Сингапур, Тайланд и Филипините.